# Cyrtosia meridionalis
Cyrtosia meridionalis is een vliegensoort uit de familie van de Mythicomyiidae. De wetenschappelijke naam van de soort is voor het eerst geldig gepubliceerd in 1863 door Rondani.